# Chepauk
Chepauk est une localité côtière de l’Inde dans l'agglomération de Chennai (Madras).
La prestigieuse université de Madras y est située, ainsi que le stade de cricket M. A. Chidambaram, le plus ancien d’Inde encore en activité.